# Lyphosia barbata
Lyphosia barbata är en tvåvingeart som först beskrevs av Louis-Paul Mesnil 1957.  Lyphosia barbata ingår i släktet Lyphosia och familjen parasitflugor. Inga underarter finns listade i Catalogue of Life.